# Pierre Rabhi : Au nom de la terre
Ne doit pas être confondu avec Au nom de la terre.
Pour plus de détails, voir Fiche technique et Distribution.
Pierre Rabhi : Au nom de la Terre est un documentaire français réalisé par Marie-Dominique Dhelsing, sorti le 27 mars 2013.

## Synopsis
Pierre Rabhi  est un des pionniers de l'agroécologie en France, il a fédéré un mouvement citoyen qui l'a amené à se présenter aux élections présidentielles de 2002. Dans ce documentaire, au travers de rencontres, la réalisatrice amène Pierre Rabhi paysan et écrivain à parler de sa conception de l'agroécologie. Le documentaire le présente comme une philosophie, au service de la nature dans une terre nourricière, il définit le concept de "sobriété heureuse" à la place de celui de surconsommation,.
Le film permet de comprendre la philosophie de Pierre Rahbi, qui est originaire du désert algérien, fondateur du mouvement citoyen Colibris, et qui, par son parcours de vie, a développé des théories pour parvenir à la sécurité alimentaire tout en fédérant l’humanité, de façon pacifique. Il questionne l’Humanité et la place face aux enjeux de sa destinée.

## Critiques
Le film a reçu des critiques favorables de la part de chroniqueurs bien que le format de documentaire choisi est considéré comme classique,.
La réalisatrice, Marie-Dominique Dhelsing, a réalisé d'autres travaux documentaires. Elle a réalisé différents documentaires sur des sujets culturels et de société.

## Fiche technique
- Titre original : Pierre Rabhi, Au nom de la Terre
- Réalisation : Marie-Dominique Dhelsing
- Scénario : Marie-Dominique Dhelsing
- Image : Marie-Dominique Dhelsing et Claire Childeric
- Son : Emmanuelle Villard
- Montage : Marie-Dominique Dhelsing
- Mixage : Hervé Guyader
- Musique : Michel Ripoche
- Production : Magali Chirouze
- Diffusion : Adalios, Vidéo de Poche, Terre & Humanisme
- Société de distribution : Nour Films
- Pays d’origine :  France
- Langue originale : français
- Format : couleur
- Genre : documentaire
- Date de sortie :
  - France : 27 mars 2013

## Distribution
- Pierre Rabhi